# Magnolia garrettii
Magnolia garrettii är en magnoliaväxtart som först beskrevs av William Grant Craib, och fick sitt nu gällande namn av Venkatachalam Sampath Kumar. Magnolia garrettii ingår i släktet Magnolia och familjen magnoliaväxter. Inga underarter finns listade i Catalogue of Life.

## Bildgalleri

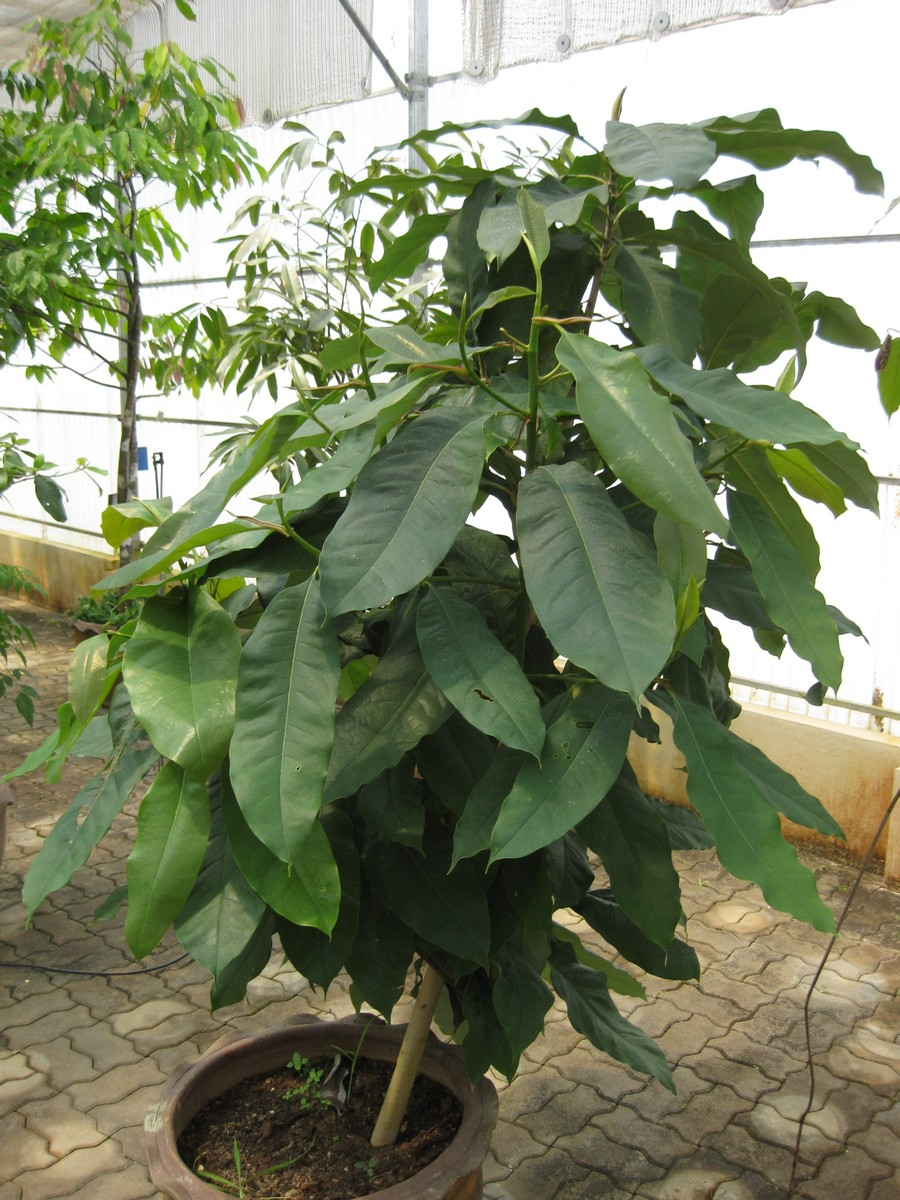
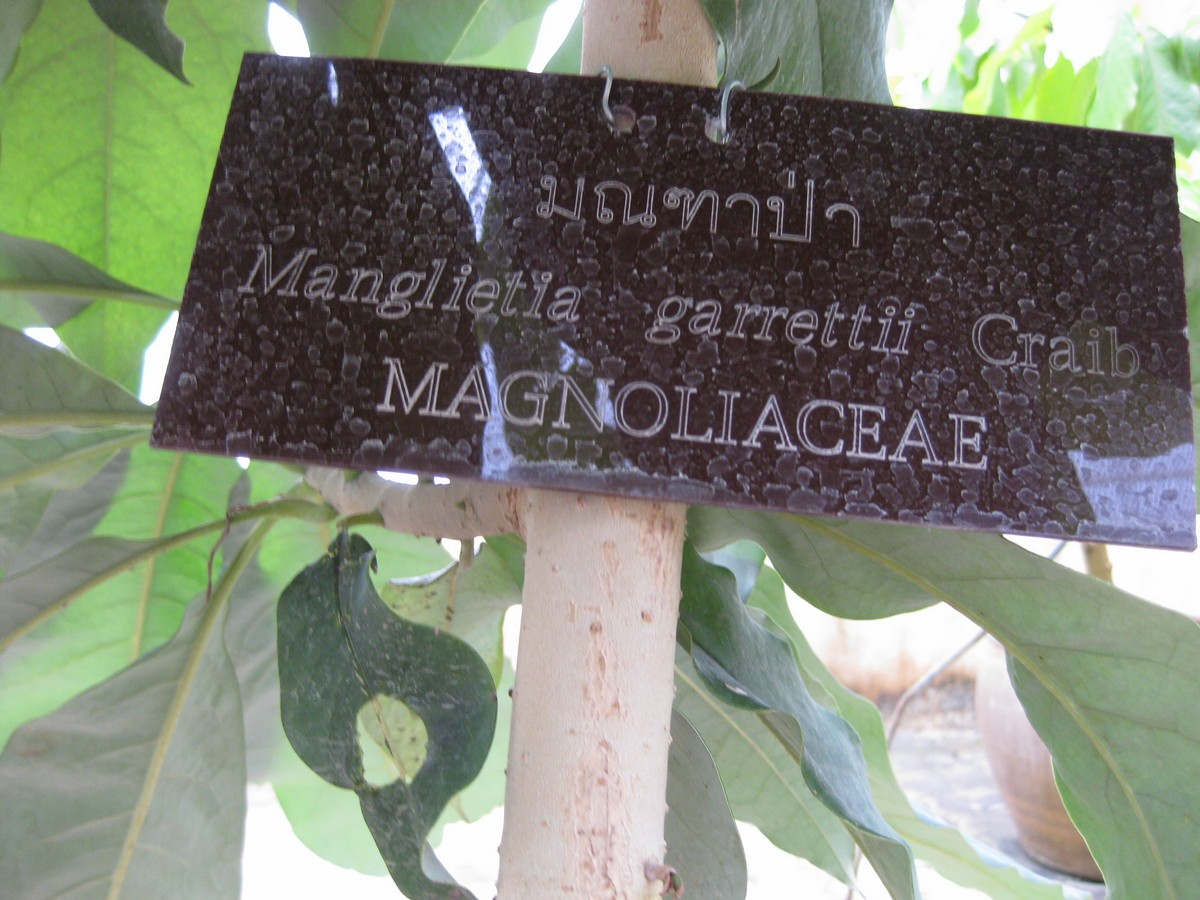
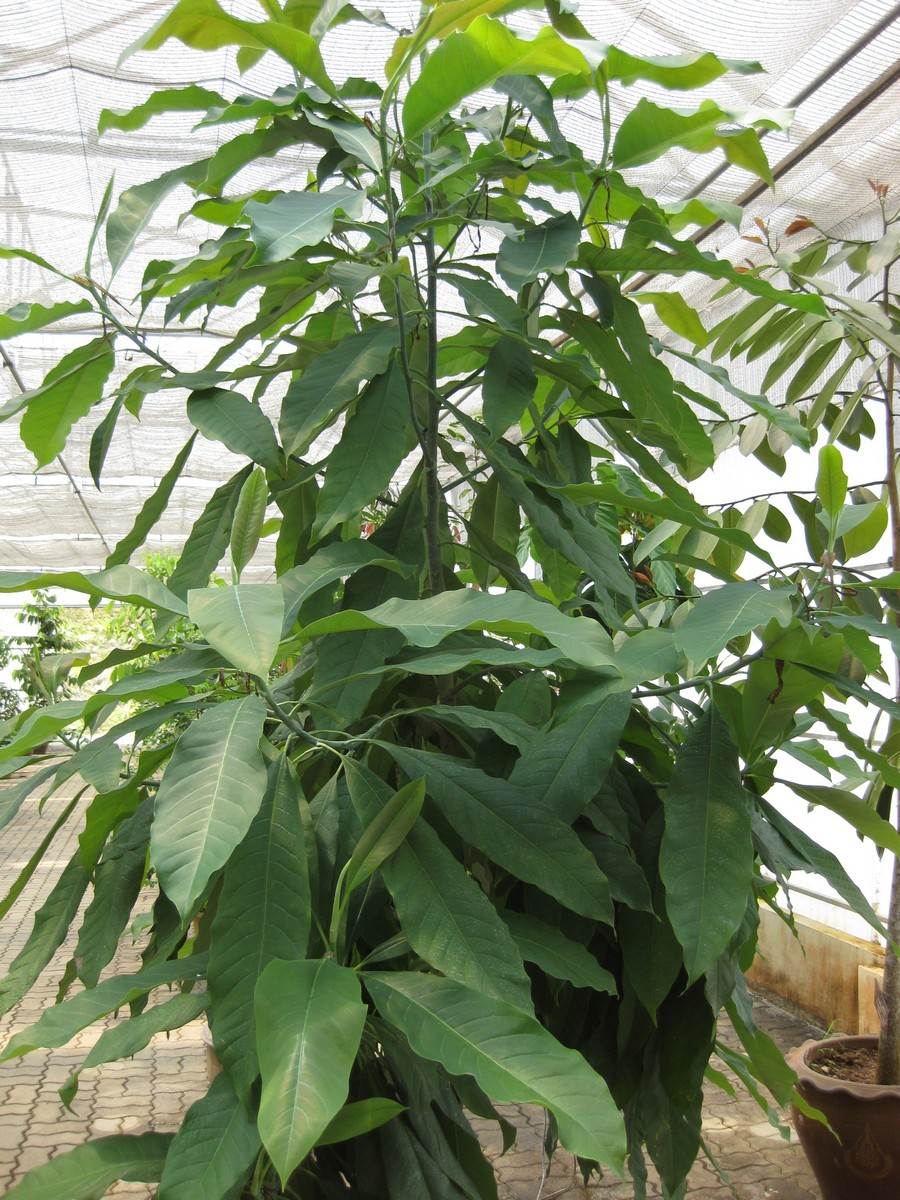
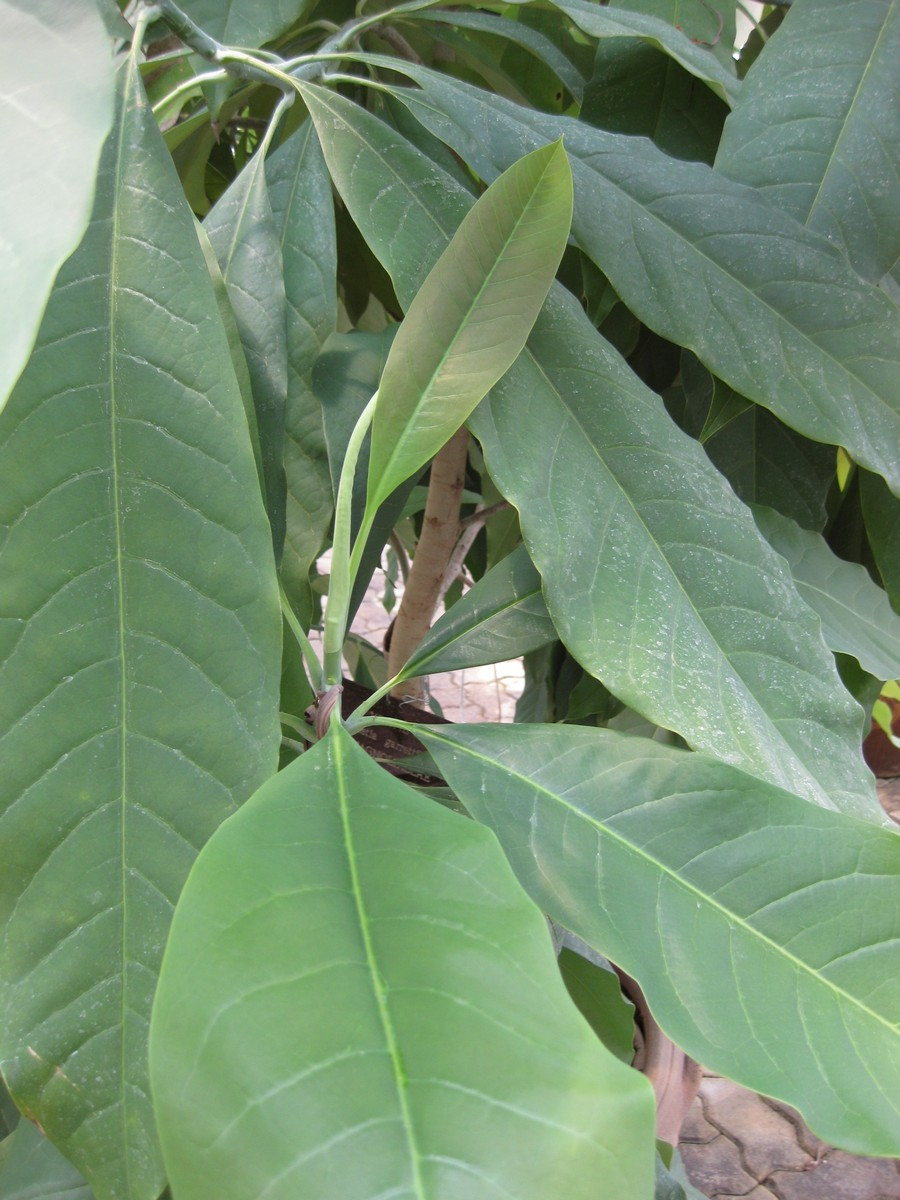
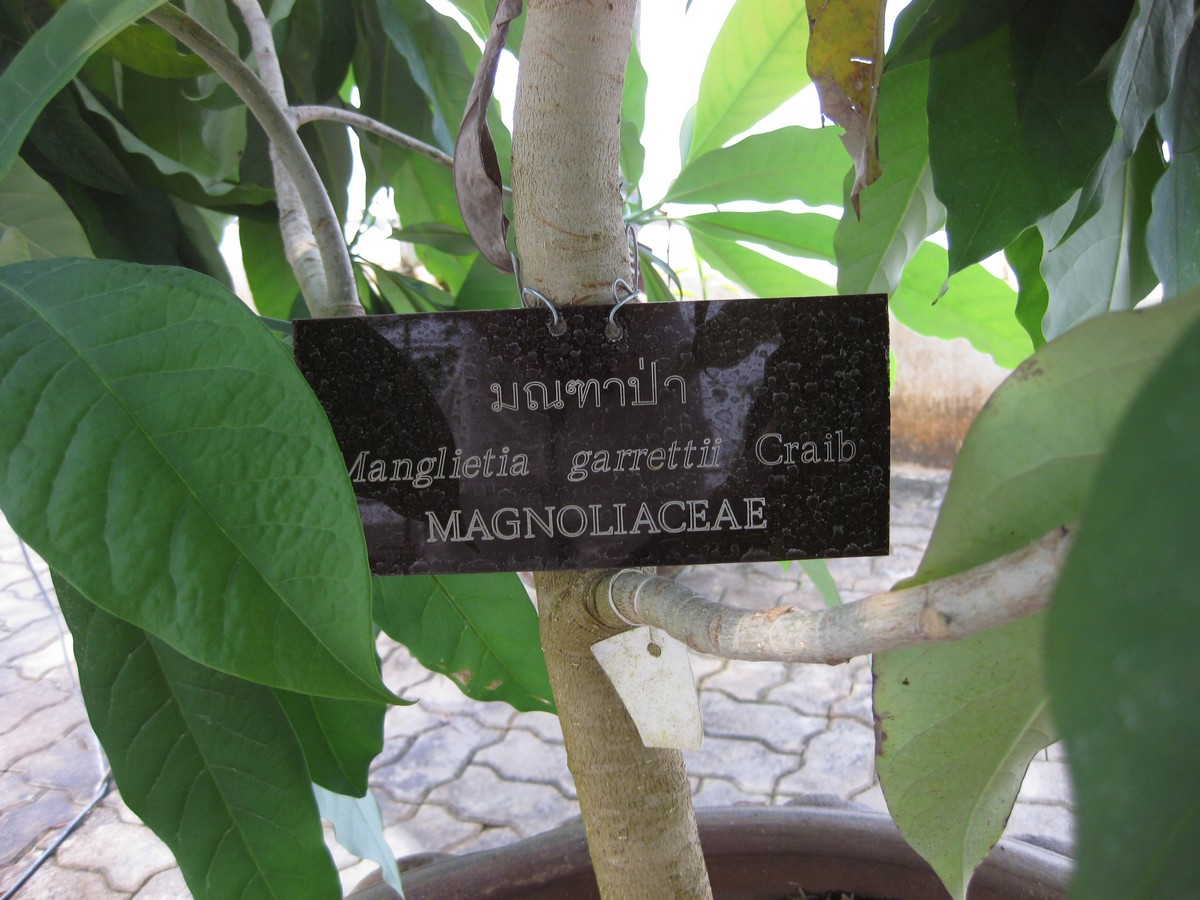